# Orleans (фреймворк)
Orleans — це платформонезалежний програмний фреймворк для створення надійних розподілених інтерактивних додатків на базі . NET Framework з можливостями горизонтального масштабування.  

## Огляд
Orleans було закладено підрозділом eXtreme Computing Group з Microsoft Research . В його основі лежить новий підхід до побудови розподілених систем у хмарному середовищі — віртуальна модель актора. Рішення Orleans можуть бути масштабовані від одного локального сервера до високодоступних розподілених у хмарі. 
Платформа мала за початок хмарні сервіси для франшизи Halo. Вподальшому використання фреймворку поширилось серед багатьох хмарних служб Microsoft та інших компаній з 2011 року.  Основні технології Orleans було надано компанії 343 Industries і поширені у вигляді відкритого коду з січня 2015 року.  Вихідний код ліцензований за ліцензією MIT та розміщений на GitHub. 
Рішення Orleans працюватимуть в оточенні операційних систем Microsoft Windows, Linux, macOS і у контейнерах Docker. Orleans є сумісним із. NET Standard 2.0 і вище. 

## Особливості
Деякі функції Orleans: 
- Персистентність
- Розподілені транзакції ACID
- Стріми
- Таймери та нагадування
- Відмовостійкість

## Пов’язані реалізації
Підрозділ Electronic Arts BioWare створив Project Orbit . Це Java-реалізація віртуальних акторів.  

## Дивитися також
- Розподілені обчислення
- Microsoft Azure
- Google App Engine
- Oracle Cloud

## Додатково
- Sergey Bykov, Alan Geller, Gabriel Kliot, Jim Larus, Ravi Pandya, Jorgen Thelin (2011). Orleans: Cloud Computing for Everyone. Association for Computing Machinery.

## Зовнішні посилання
- Офіційний сайт
- GitHub - dotnet/orleans: Orleans is a cross-platform framework for building distributed applications with .NET [Архівовано 5 вересня 2020 у Wayback Machine.]
- Orleans - Virtual Actors - Microsoft Research [Архівовано 3 вересня 2020 у Wayback Machine.]
- Microsoft Orleans - приклад використання - CodeProject [Архівовано 6 серпня 2020 у Wayback Machine.]